# Cap de Tres Forcas

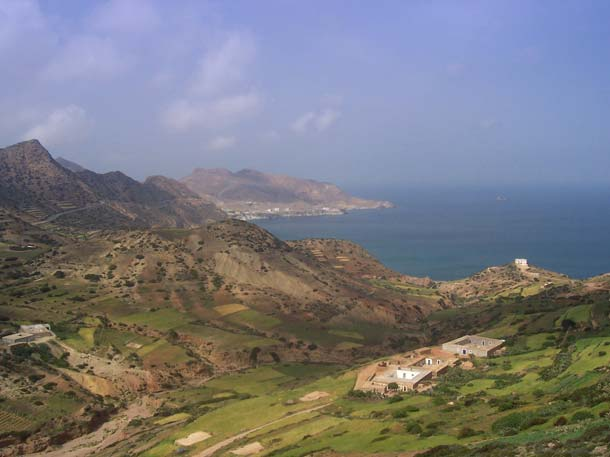
Vista del cap de Tres Forcas.

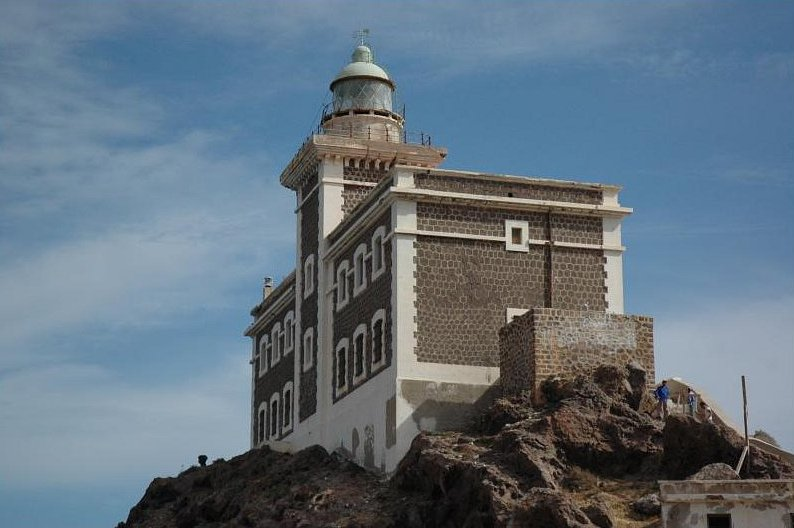
Far del cap de Tres Forcas.

El  cap de Tres Forcas (en àrab Ras Tileta Madari) és un destacat cap de la costa nord-africana, l'extrem d'una petita península situada en aigües del mar Mediterrani que, administrativament, pertany al Marroc (posseïdora de la major part) i Espanya (posseïdora de la ciutat autònoma de Melilla).

## Nom
A l'Antiguitat, el cap fou conegut per fenicis i cartaginesos com Rusadir (en púnic 𐤓𐤔𐤀𐤃𐤓, ršʾdr), nom que va passar al port que tenia més proper, l'actual Melilla. El nom significa ‘Poderós' o ‘Cap Alt’, però també es pot interpretar com ‘Cap del Poderós', en referència a Baal, Tanit o alguna altra important deïtat púnica. Fou conegut pels romans com Cap Metagonites (en llatí: Metagonites Promontorium).
El cap de Tres Forcas és conegut en castellà com Cabo de Tres Forcas, en francès com Cap des Trois Fourches i en àrab com Ras Tleta Madari, amb el mateix significat de ‘Cap de les Tres Forques'.
En àrab també és conegut com a Ras Uarc.

## Geografia

### Localització
Es troba a l'est de l'estret de Gibraltar, al nord del Rif i al sud de la península Ibèrica i del mar d'Alborán i l'oest de les illes Chafarinas.

### Relleu
De formació volcànica, és un cap escarpat, especialment a la zona central ia la costa oriental. El seu cim més alt és el mont Gurugú (800 m), un volcà extingit. A la zona oriental hi ha  els penya-segats d'Aguadú.

### Hidrografia
A la costa oriental, es pot trobar la dim Noia, una llacuna d'aigua salada amb una extensió de 115 km². Hi ha molt pocs rius, més aviat barrancs.

### Localitats

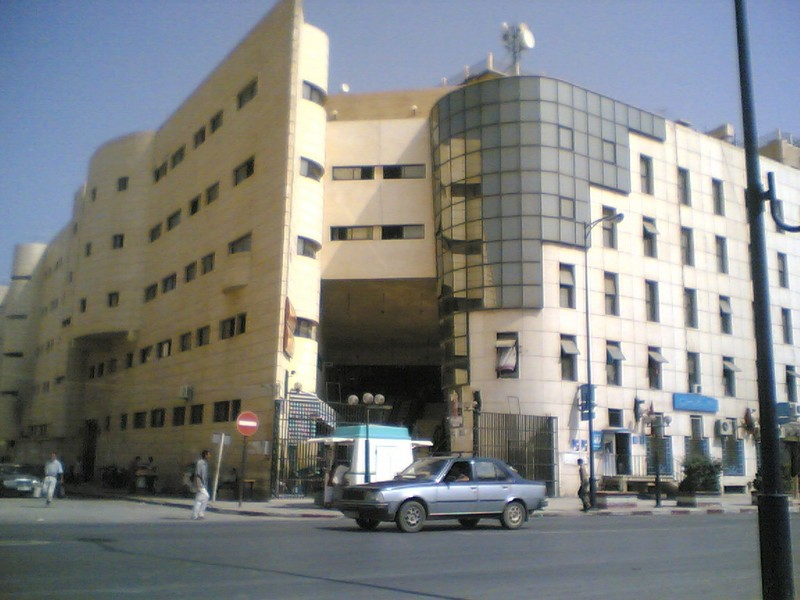
Centre de Nador, al cap de Tres Forcas.

Les ciutats més importants del terme són Melilla (Espanya) i Nador (Rif, Marroc). Al voltant d'aquestes es troben altres pobles de menor importància, com Beni-Enzar, Farkhana i Taouima. A la zona nord, abunden les aldees.

### Clima
Posseeix un clima mediterrani, lleugerament més humit que en altres zones mediterrànies. A la zona central i occidental, la boira i la pluja és freqüent. La zona oriental, generalment està buidada, i els vents són comuns.

### Fauna i flora
És el segon pas d'aus des Àfrica a Europa. En els seus fons es poden trobar el coral vermellós i ataronjat. És pas a més de fauna marina, i poden fer albiraments fins de tortugues i cetacis. Aquest va ser l'últim hàbitat de la desapareguda vell marí.
La flora abunda al voltant de la muntanya Gurugú, en la faldilla es pot trobar un bosc d'eucaliptus i pins. En la faldilla i valls de les muntanyes, es pot trobar petits matolls. També es poden trobar àloe vera.

## Història
Els habitants natius del cap, eren els tarifit (poble d'ètnia berber), que van ser conquerits per les tropes musulmanes de la dinastia Omeia durant el segle viii.
El 1497, Pere d'Estopinyà va conquistar un petit atol a la costa oriental, que més tard s'aniria eixamplant i donaria lloc a Melilla.
El 1913, amb l'inici del protectorat espanyol al Marroc, el cap de Tres Forcas va quedar sota control espanyol. El 1934, el govern espanyol va nomenar Nador com la capital de la província de Kert, la més gran de les cinc província del protectorat. El 1956, amb la fi del protectorat espanyol, el cap, excepte la ciutat de Melilla, va quedar sota sobirania del Marroc.
El 1998, el vol 4101 de Pauknair es va estavellar contra una de les muntanyes del cap i hi van morir 38 persones. És l'accident aeri més greu de la història del cap.

## Economia
L'economia del cap es basa en les activitats rurals, especialment en la ramaderia, l'agricultura i la pesca.
El turisme, també és una activitat important, encara que la majoria dels turistes que rep són espanyols.

## Transports
El cap disposa de:

### Aeroports
- Aeroport de Melilla: Màlaga, Madrid, Almeria, Granada, València, Palma
- Aeroport de Nador: Màlaga, Barcelona, Amsterdam, Brussel·les, Düsseldorf, Frankfurt del Main, Colònia, Alhucemas, Tànger, Marsella.

### Ports
- Port de Melilla: Màlaga i Almeria.
- Port de Beni-Enzar: Almeria

## Nota
1. ↑  Head & al., 1911, p. 889.
2. ↑  Mora Serrano, 2011, p. 25.
3. ↑  Herbermann, Charles. Catholic Encyclopedia (en anglès).  Nova York: Robert Appleton, 1913, p. s.v. «Rusadir».
4. ↑  «Significado de Rusaddir» (en castellà). Melilla: Ciudad Desconocida.   Roberto Juárez, 03-09-2016. [Consulta: 15 novembre 2020].
5. ↑  López Pardo, 2005, p. 137–138.
6. ↑  Ptolemeu. Geografia, p. llibre IV, cap. i, §12.
7. ↑  Dictionary of Greek and Roman Biography and Mythology, 1870, s.v. «Rusadir».
8. ↑  "Melilla", North Africa, P502, NI 30-3, Washington: U.S. Army Map Service, 1953, <http://legacy.lib.utexas.edu/maps/ams/north_africa/txu-oclc-6949452-ni30-3.jpg>.
9. ↑  García Hernán, Enrique; Maffi, Davide. Política, estrategia, organización y guerra en el mar (en castellà).  CSIC, 2006, p.743. ISBN 8484832244.